# Реда Джонсон
Ре́да Джо́нсон (фр. Réda Johnson; народився 21 березня 1988; Марсель, Франція) — бенінський футболіст, захисник англійського клубу «Дувр Атлетік» та національної збірної Беніну.

## Клубна кар'єра
Свою професійну футбольну кар'єру розпочав у юнацькій команді «Ґеюньйон». 
В сезоні 2007/08 молодий захисник перейшов до «Ам'єну». Дебют за новий клуб в Лізі 2 прийшовся на 5-й тур чемпіонату проти «Генгама» 24 серпня 2007 року. 
Джонсон вийшов на заміну у другому таймі замість Томаса Деруди, однак команда поступилася з рахунком 1:0. У своєму першому сезоні на полі з'явився лише у 8-ми зустрічах.
В наступному сезоні 2008/09 знову грав небагато, виходячи в основному на заміну. Однак Джонсон привернув увагу тренера національної збірної Беніну Мішеля Дюссьє та отримав свій перший виклик до складу Les Écureuils на товариський матч 11 лютого 2009 року проти збірної Алжиру.
В 2009 році перейшов до лав англійського «Плімута», за який грав до 2011 року. Дебютний матч зіграв 22 серпня того ж року проти «Дербі Каунті» в гостях (2:1), вийшовши на поле на 88-й хвилині замість ірландця Алана Джаджа. У складі “пілігримів” провів 43 матчі та відзначився двома голами.
В 2011 році гравця придбав «Шеффілд Венсдей» за 125 тисяч євро. За «Шеффілд» дебютував 8 січня того ж року в матчі Кубка Англії проти «Бристоль Сіті», вийшовши на поле в стартовому складі та провівши цілий матч, який, до того ж, став для його команди переможним ― 0:3. В цьому клубі Реда грав до липня 2014 року, за цей період вийшовши на поле 88 разів та забивши 19 голів, що дуже чудовий результат, як для захисника.
В 2014 році Джонсон у якості вільного агента перейшов до «Ковентрі Сіті». Дебют відбувся 9 серпня у матчі першого туру Першої футбольної ліги 2014—2015 проти «Бредфорда». Суперник двічі виходив вперед, а Реда двічі зрівнював рахунок, проте його команді це не допомогло, й «Бредфорд» переміг з рахунком 3:2. Всього за «Ковентрі» гравець провів 34 матчі, відзначившись 8 раз у воротах суперників.
У 2016 році гравець перебрався до клубу «Істлі» з однойменного міста. За команду дебютував 27 серпня у матчі проти «Соліхалл Мурс», забивши на 65-й хвилині гол та встановивши кінцевий результат матчу — 2:0. За команду зіграв 85 матчів, забив 9 голів.
12 лютого 2020 року покинув команду. Пробувши без клубу більше року, підписав контракт з «Дувром» 1 липня 2021 року.

## Кар'єра у збірній
У складі збірної Джонсон дебютував проти Алжиру 11 лютого 2009 року. Реда вийшов на заміну на 62-й хвилині замість Оскара Оли, однак бенінська команда поступилася господарям поля з рахунком 2:1.
За збірну зіграв 9 матчів, у воротах суперників не відзначався. Останній виклик отримував у 2014 році на матч кваліфікації на Кубок африканських націй проти збірної Малаві (1:0).

## Особисте життя
Батько Джонсона — американець бенінського походження, а мати — алжирка, яка народилася у Франції, де народився і сам Реда. Джонсон мав обрати, кольори якої національної збірної захищати в майбутньому, і він вирішив представляти саме Бенін на міжнародному рівні. 